# 拜达博区
拜达博区是位于索马里拜州南部的一个区，首府拜达博。